# Bonifatiuskerk (Oldeberkoop)
De Bonifatiuskerk is een kerkgebouw in Oldeberkoop in de Nederlandse provincie Friesland. De kerk met kerkhof en ommuring is een rijksmonument.

## Beschrijving
De kerk was oorspronkelijk gewijd aan Bonifatius. In een document uit 1553 wordt gesproken over de kerk van Sint-Vitus te Antiqua Bercoop. Sinds 2004 heet de kerk Bonifatiuskerk. De eenbeukige kerk heeft een romaans schip (12e eeuw) van tufsteen en is voorzien van rondboogvensters. Het is in de 14e eeuw verlengd in gotische bouwstijl. Begin 16e eeuw werd het koor vernieuwd. In 1585, tijdens de Tachtigjarige Oorlog, stortte de toren in. De zadeldaktoren werd rond 1608 met Friese geeltjes herbouwd. In de jaren 1926-'32 vond een restauratie plaats naar plannen van H.M. Hulsbergen. Hierbij zijn wijzigingen (o.a. bepleistering) uit 1845 verwijderd.
Het orgel uit 1919 van L. van Dam en Zonen verving een door J.C. Scheuer gebouwd orgel uit 1858. De orgelgalerij werd in 1964 vernieuwd. In de kerk staat een overhuifde herenbank uit de 17e eeuw en een doopvont van zandsteen uit de 14e eeuw dat door Chris Fokma van een nieuwe rand werd voorzien.
Het kerkhof is ommuurd. Het had oorspronkelijk vier toegangspoorten blijkens een tekening (1732) van Cornelis Pronk. 

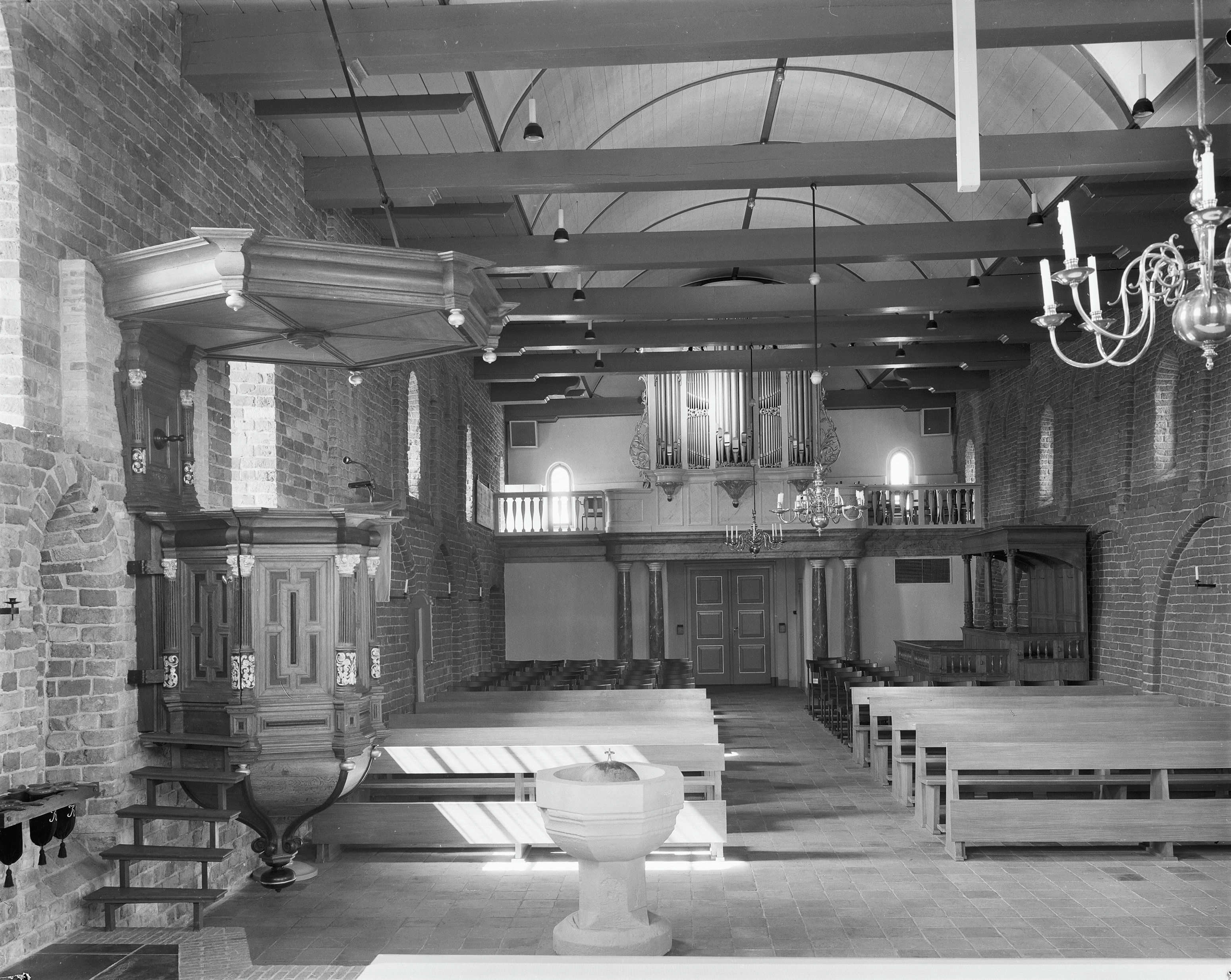
Interieur in 1971
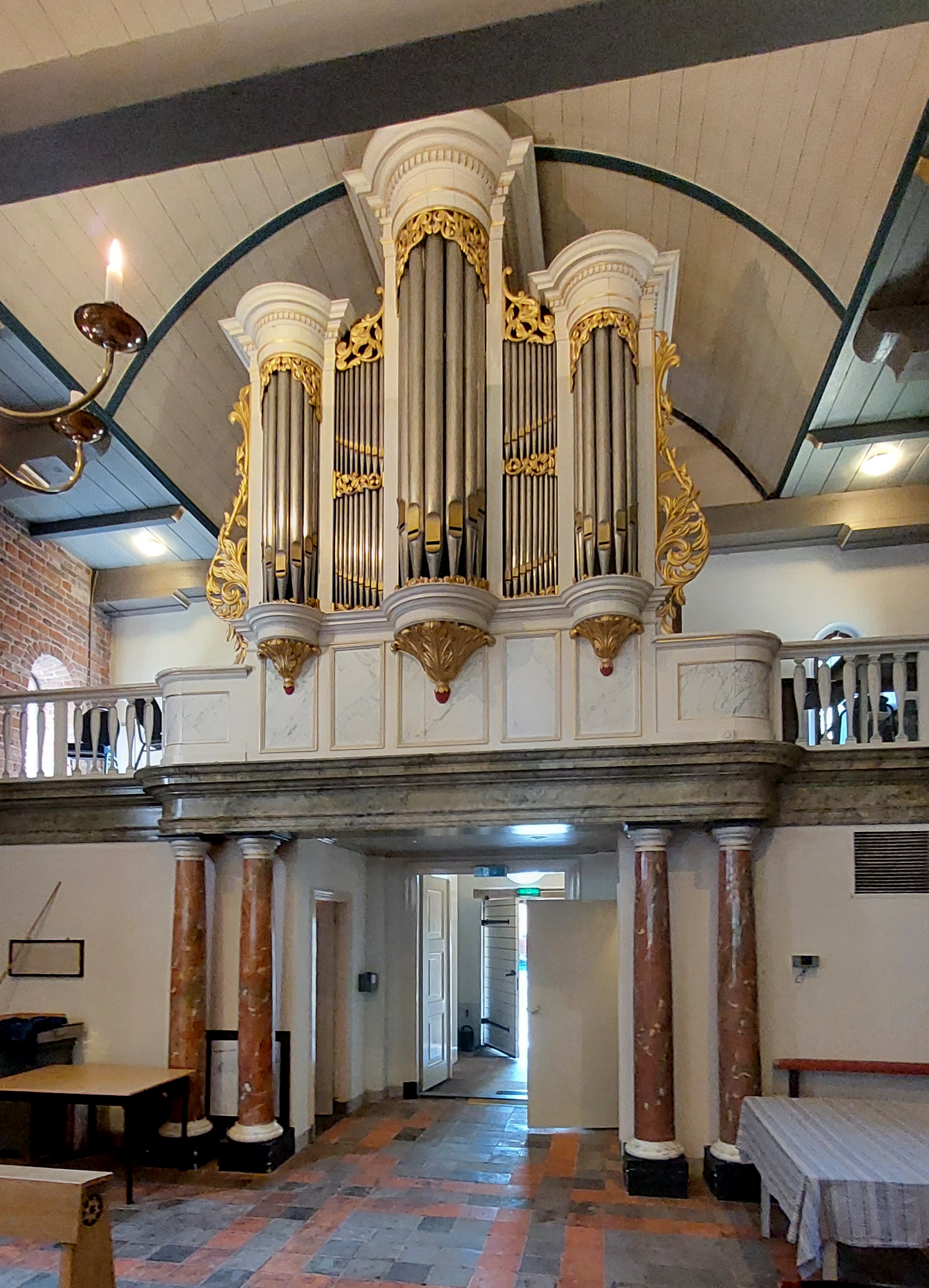
Interieur met orgel (2023)